# گورستان اراز گلدی
قبرستان اراز گلدی در شهرستان گنبد کاووس، بخش مرکزی، روستای چکر عطابهلکه واقع شده و این اثر در تاریخ ۱۰ خرداد ۱۳۸۲ با شمارهٔ ثبت ۸۸۴۶ به‌عنوان یکی از آثار ملی ایران به ثبت رسیده است.